# 東西土地建物
東西土地建物株式会社（とうざいとちたてもの、英：Tozai Real Estate Company,Limited）は、東京都千代田区に本社を置く不動産会社。
1982年（昭和58年）8月に設立。不動産賃貸を主力とする総合不動産会社。